# Morfologie květu
Morfologie květu popisuje vnější stavbu, tvar, barvu a jakékoliv další vlastnosti orgánu rostliny, květu.

Popis částí květu: 1 kalich; 2 kališní lístky (sepály); 3 koruna, okvětní plátky (petály); 4 tyčinky; 5 pestíky

## Stavba
Podstatnými částmi květu jsou orgány sloužící pohlavnímu rozmnožování: tyčinky a plodolisty. Tyčinky jsou výtrusné samčí listy, nesoucí samčí výtrusnice, prašná pouzdra, v nichž se tvoří samčí výtrusy, pylová zrna. Plodolisty jsou výtrusné samičí listy, samičí výtrusnice představují vajíčka, uzavírající po jednom samičím výtrusu, z něhož se vyvine zárodečný vak. Květní obaly se neúčastní přímo pohlavního rozmnožování a představují sterilní část květu.
Části květu mohou být při veškeré své tvarové rozmanitosti rozlišeny na
- tyčinky
- pestíky
- květní obaly, jako je
  - okvětí
  - kalich
  - koruna
- květní lůžko

### Tyčinka
Je to výtrusný list (mikrosporofyl), který vytváří samčí výtrusy, pylová zrna. Typická tyčinka krytosemenných rostlin je rozlišena na prašník (anthera), nitku (filamentum) a spojení (connectivum).
Konektiv je pletivo, které spojuje 2 prašné váčky. Je jakýmsi pokračováním nitky v prašníku. Může vybíhat nad prašník (vraní oko – Paris), nebo naopak pod něj a podobat se nitce, od které je pak oddělený uzlinou (brčál – Vinca).
Prašníky obsahují dva prašné váčky (mikrosynangia) a v každém ze dvou prašných váčků jsou dvě prašná pouzdra (microsporangia). Prašníky i nitky bývají velmi různého tvaru. Tyčinky v květech mají nitky stejně dlouhé nebo různých délek. U některých typů jsou tyčinky volné, vyrůstají v jednotlivě, obvykle v kruzích. U některých druhů jsou tyčinky označované jako čtyřmocné, kdy 4 tyčinky vyrůstají delší než zbývající (brukvovité – Brassicaceae). U dalších druhů jsou označovány jako dvoumocné, protože jsou dvě tyčinky delší než zbývající (hluchavkovité – Lamiaceae). U jiných rostlin srůstají tyčinky ve skupiny označované jako bratrstva. Podle počtu těchto skupin se označují tyčinky jednobratré, dvoubratré, atd. Některé rostliny mohou mít jednu nebo několik tyčinek trvale zakrnělých, takže se v nich nevytváří pyl. Odlišná délka tyčinek a pestíku v květu, vyskytuje-li se, se nazývá heterostylie. Smyslem rozdílné délky tyčinek a pestíku je, aby nedošlo k vlastnímu oplození (samoopylení). Tyčinky mohou být vyvinuty buď před kališními lístky (episepalní) nebo před korunními lístky (epipetalní), ale zřejmě nejčastěji bývají vyvinuty dva kruhy tyčinek.
Přeměny tyčinek
- Tyčinky vyrůstají přímo z květních obalů, prašník je přisedlý, nitky chybějí. (Viola)
- Tyčinky srůstají s jinými květními částmi (lilkovité – Solanaceae). Útvar vzniklý z rozšířené blizny a přiložených prašníků se nazývá gynostegium (u čeledi toješťovité – Asclepiadaceae). Srůstem čnělky a tyčinky, případně tyčinek vzniká útvar nazývaný gynostemium (např. vstavačovité – Orchidaceae).[1]
- Všechny prašníky srůstají v trubičku (hvězdnicovité – Asteraceae), takový útvar se nazývá synandrium. V řádu slézotvaré (Malvales) se útvar stává nápadným sloupkem, jímž prorůstá čnělka.
- Tyčinky s vrtivým prašníkem (lipnicovité – Poaceae).
- Tyčinky mohou srůstat i s plodolisty nebo květními obaly. Tyto neplodné tyčinky se označují jako patyčinky (tyčinky jalové, staminodia) nebo sterilní tyčinky (s chybějícím prašníkem).[3]
- V některých případech mohou být tyčinky rozštěpené nebo větvené (břízovité – Betulaceae nebo dymnivky – Corydalis Sp., např. dymnivka dutá).[1]

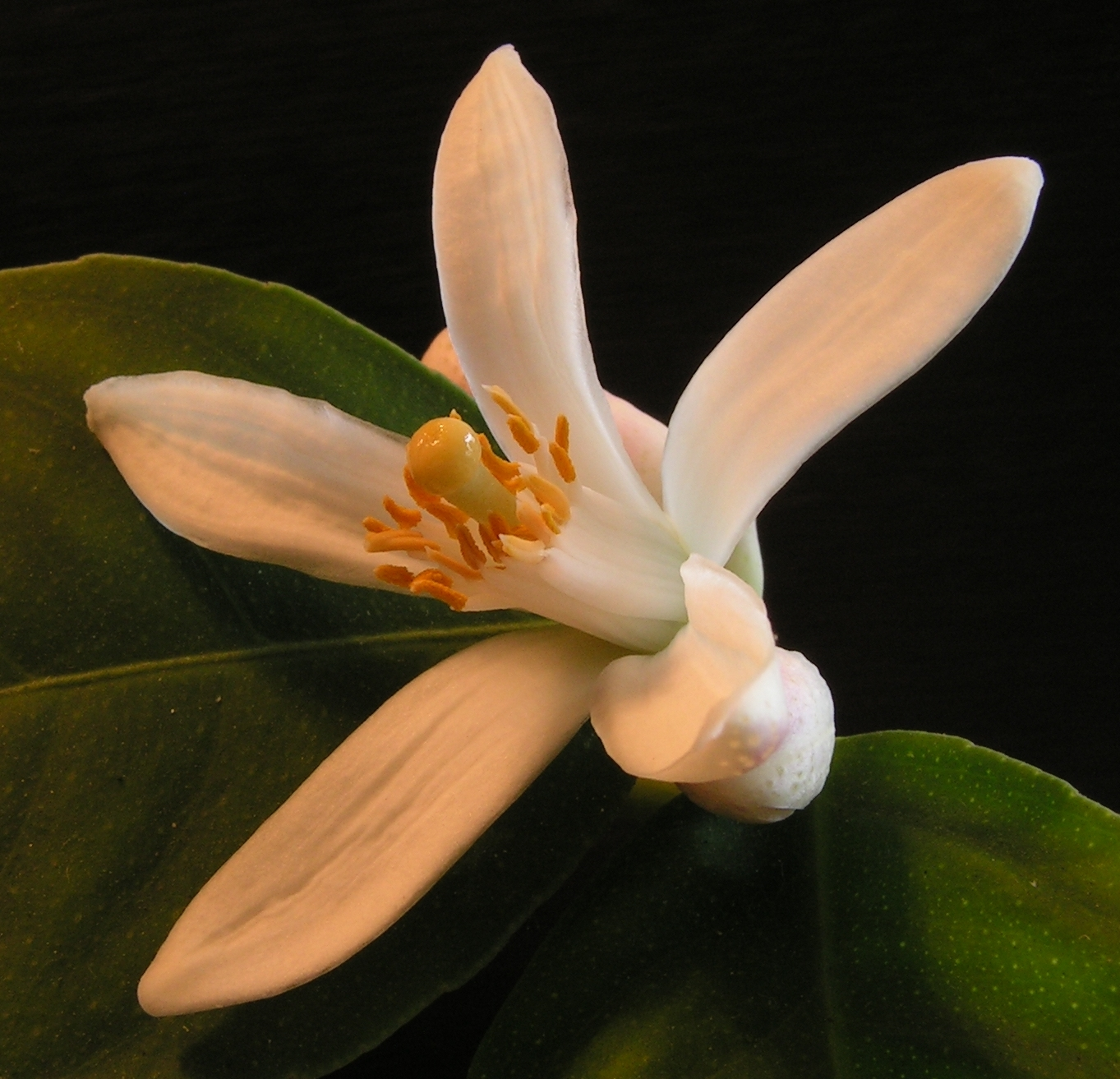
Tyčinky jsou obvykle okolo pestíku.
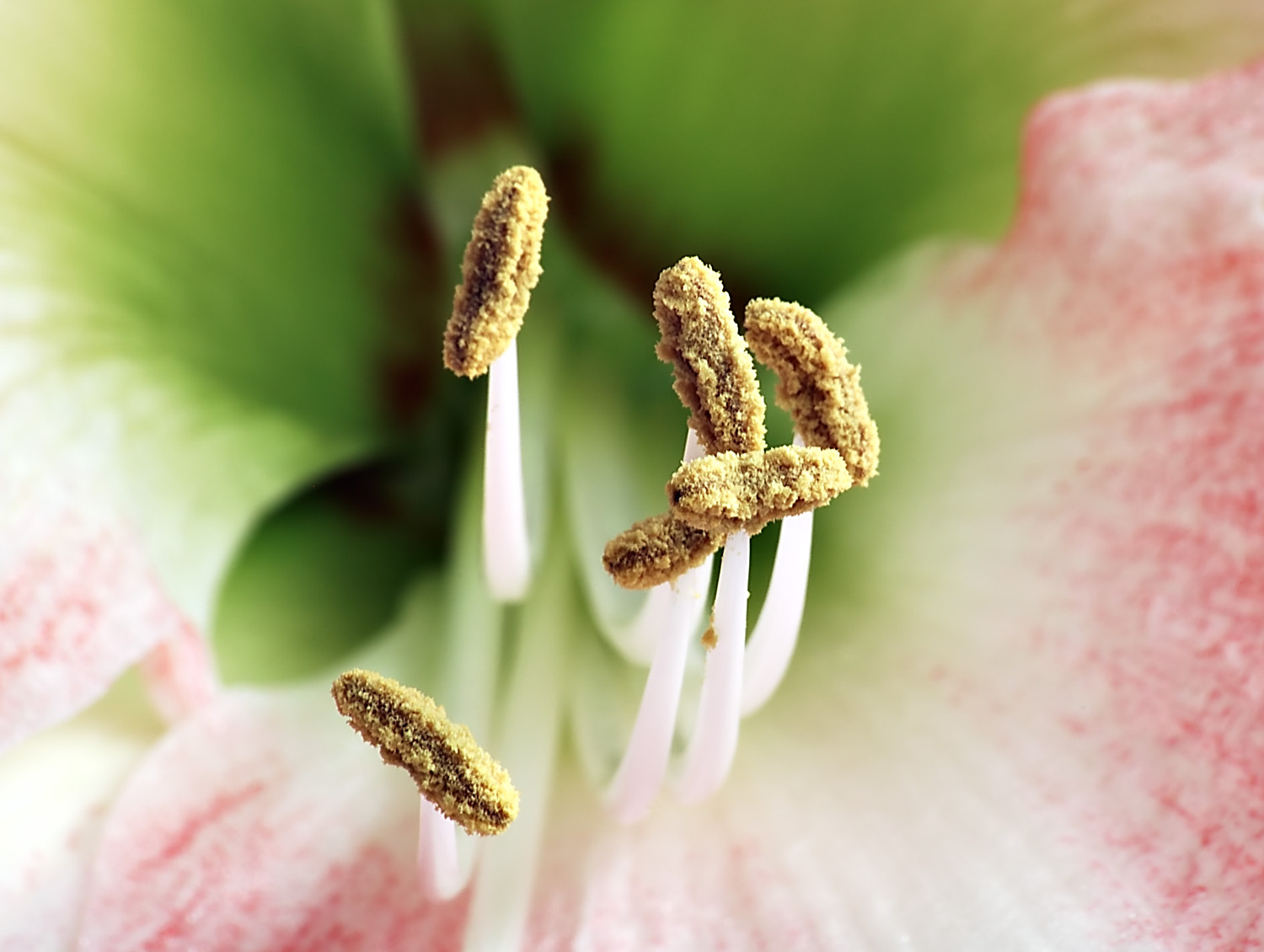
Povrch tyčinek.
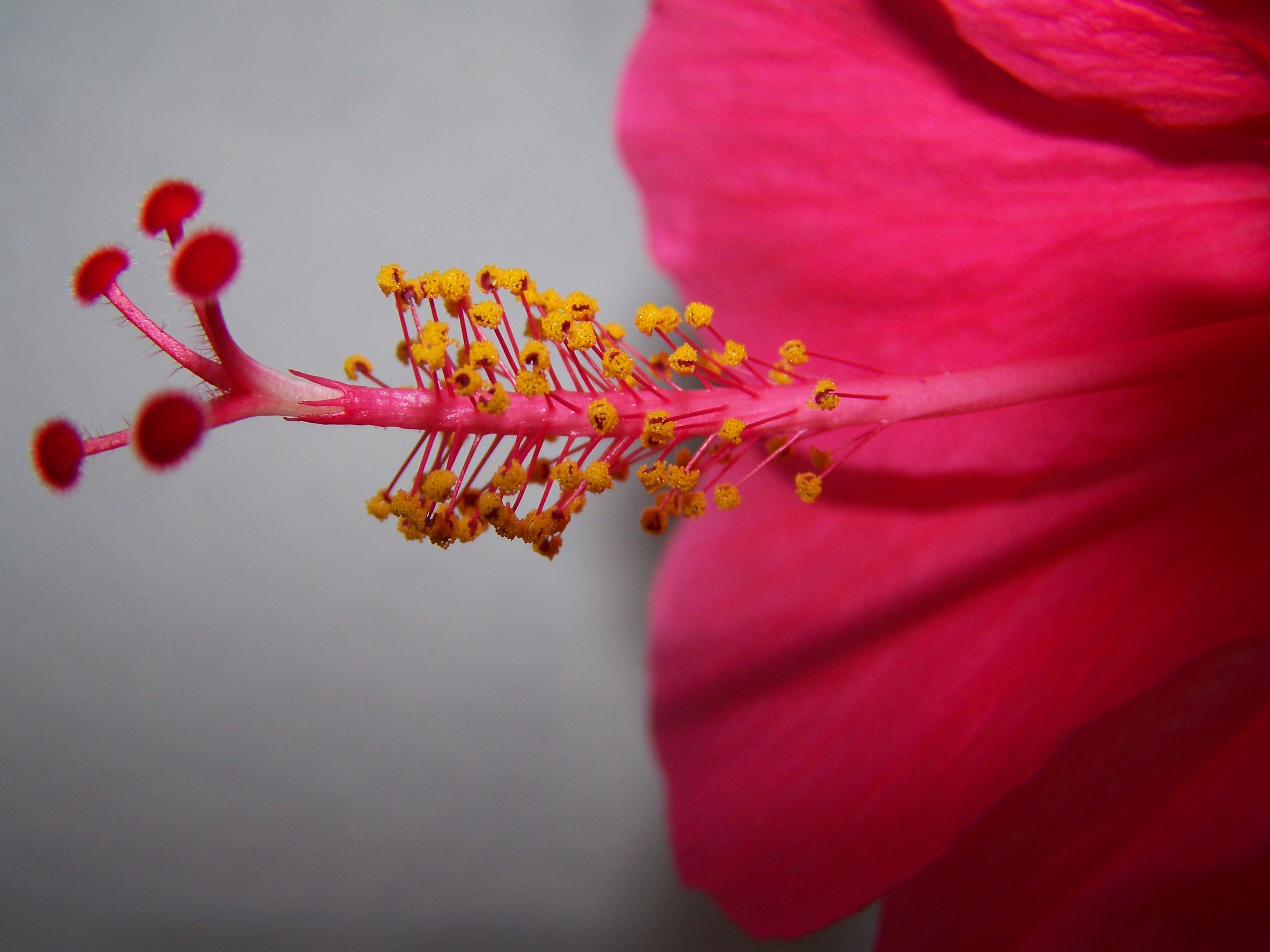
Tyčinky mohou vyrůstat i na čnělce.
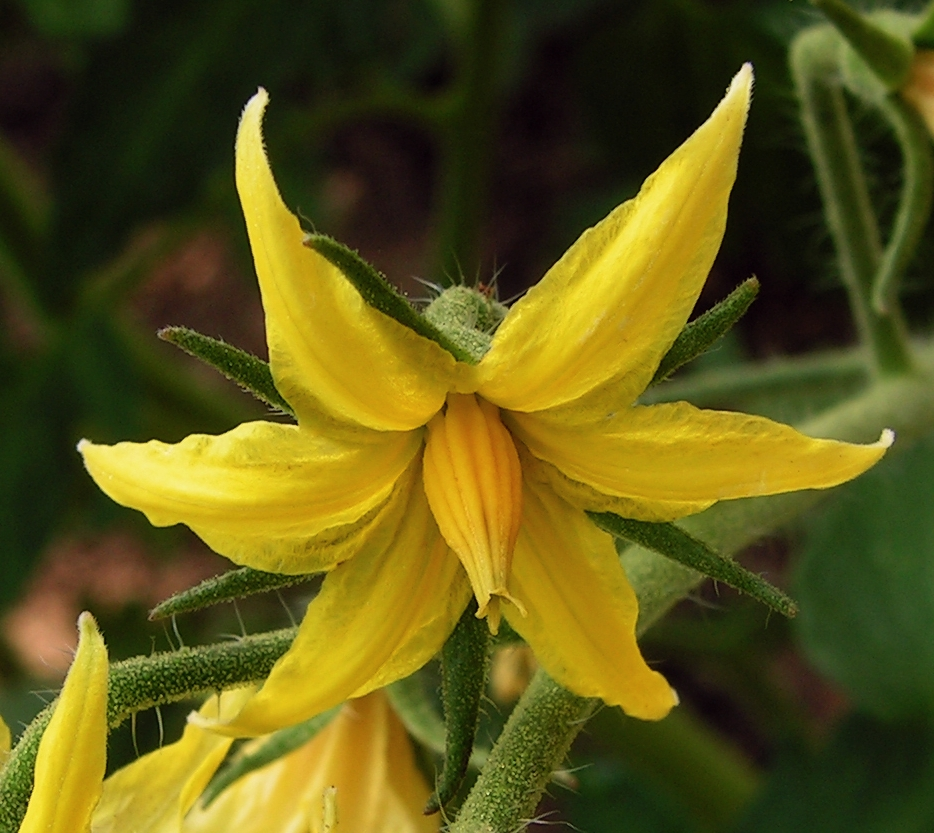
Rajče má tyčinky srostlé s pestíkem.

### Pestík
Pestík (pistillum) je samičí pohlavní orgán, který slouží k zachycení samčích pylových zrn v květu u krytosemenných rostlin. Plodolisty uvnitř pestíku obsahují poutky přirostlá vajíčka. Části pestíku jsou: blizna, čnělka, semeník.
Pestík vzniká srůstem jednoho nebo více plodolistů (megasporofyl). Soubor plodolistů se nazývá gyneceum. V květních vzorcích se značí písmenem G. Gyneceum může vznikat z různého počtu plodolistů; podle toho lze rozdělit, zda se jedná o apokarpní gyneceum, které je souborem většího počtu jednoplodolistových pestíků v květu, nebo cenokarpní gyneceum, které je tvořeno jedním pestíkem srostlým z více plodolistů.
Semeník je spodní rozšířená část pestíku a nachází se zde jedno nebo více vajíček. Lze rozlišit semeník spodní, kdy květní obaly a tyčinky vyrůstají nad semeníkem (hvězdnicovité – Asteraceae), semeník svrchní, kdy obaly a tyčinky vyrůstají pod semeníkem (brukvovité – Brassicaceae), a semeník polospodní, kdy obaly a tyčinky vyrůstají uprostřed semeníku (lomikámen – Saxifraga).
Čnělka je střední částí pestíku, obvykle má protáhlý tvar. Blizna je vrcholová část pestíku, na níž se zachycují a klíčí pylová zrna. Po sprášení z pylu vyklíčí pylová láčka, která prorůstá čnělkou až k semeníku a proniká otvorem klovým k zárodečnému vaku. Proroste-li klíčící pyl k vajíčku, dochází k oplození. Po oplození se pestík mění v plod.

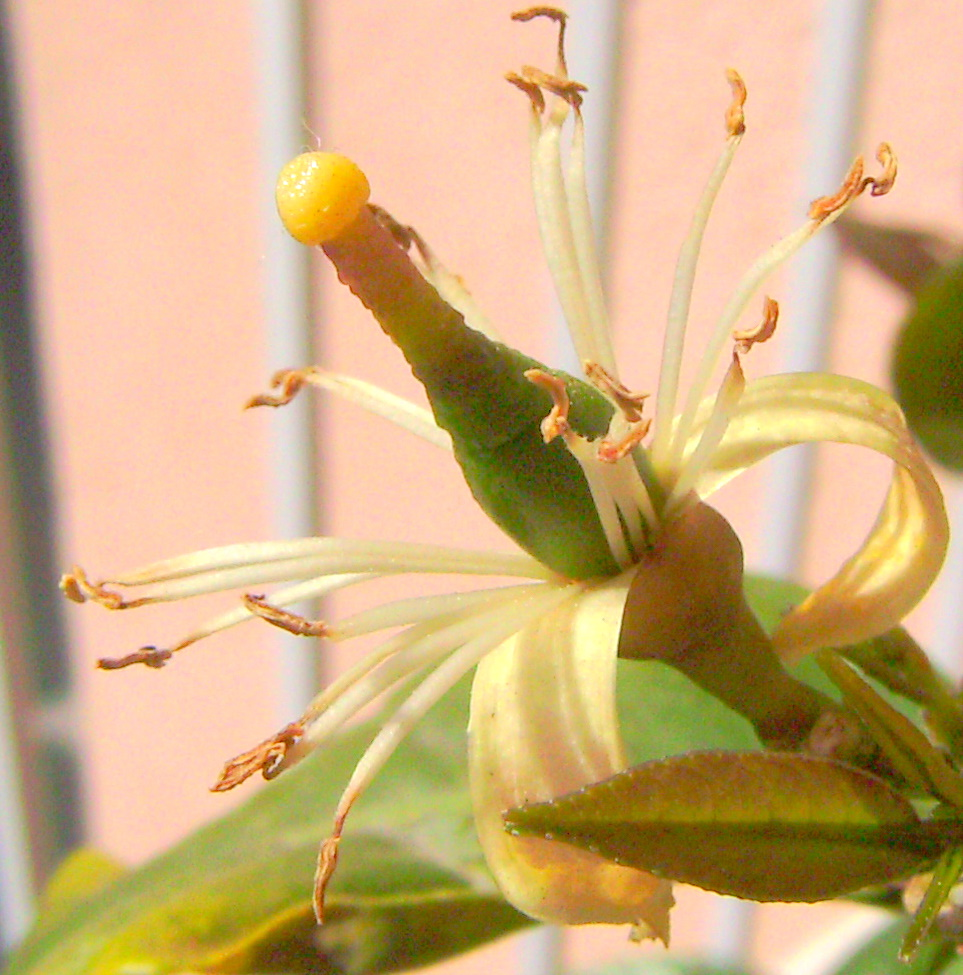
Části pestíku jsou (odshora): blizna, čnělka, semeník.
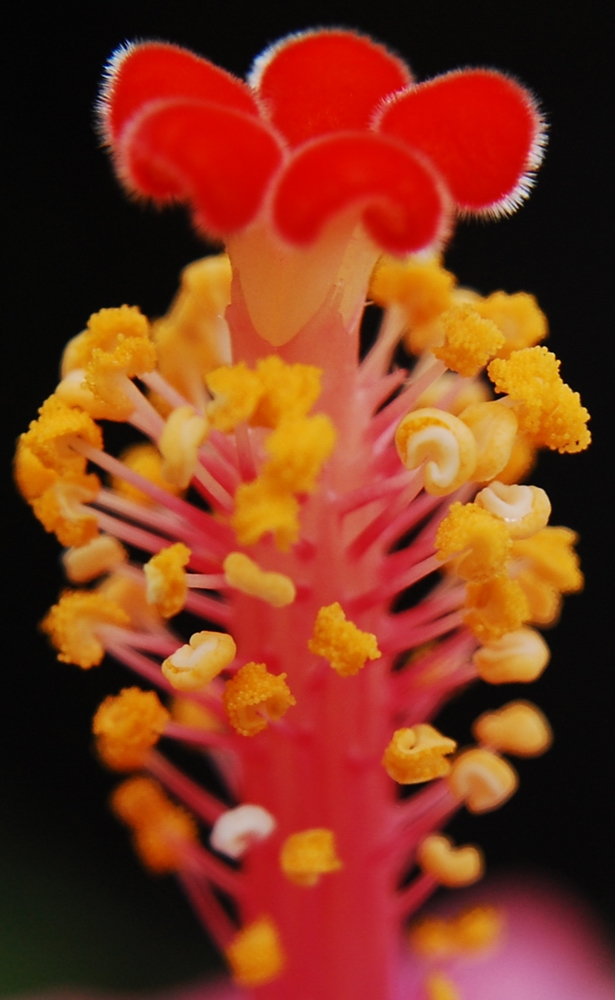
Na povrchu pestíků bývají malé chloupky, aby mohl pyl lépe se zachytit.
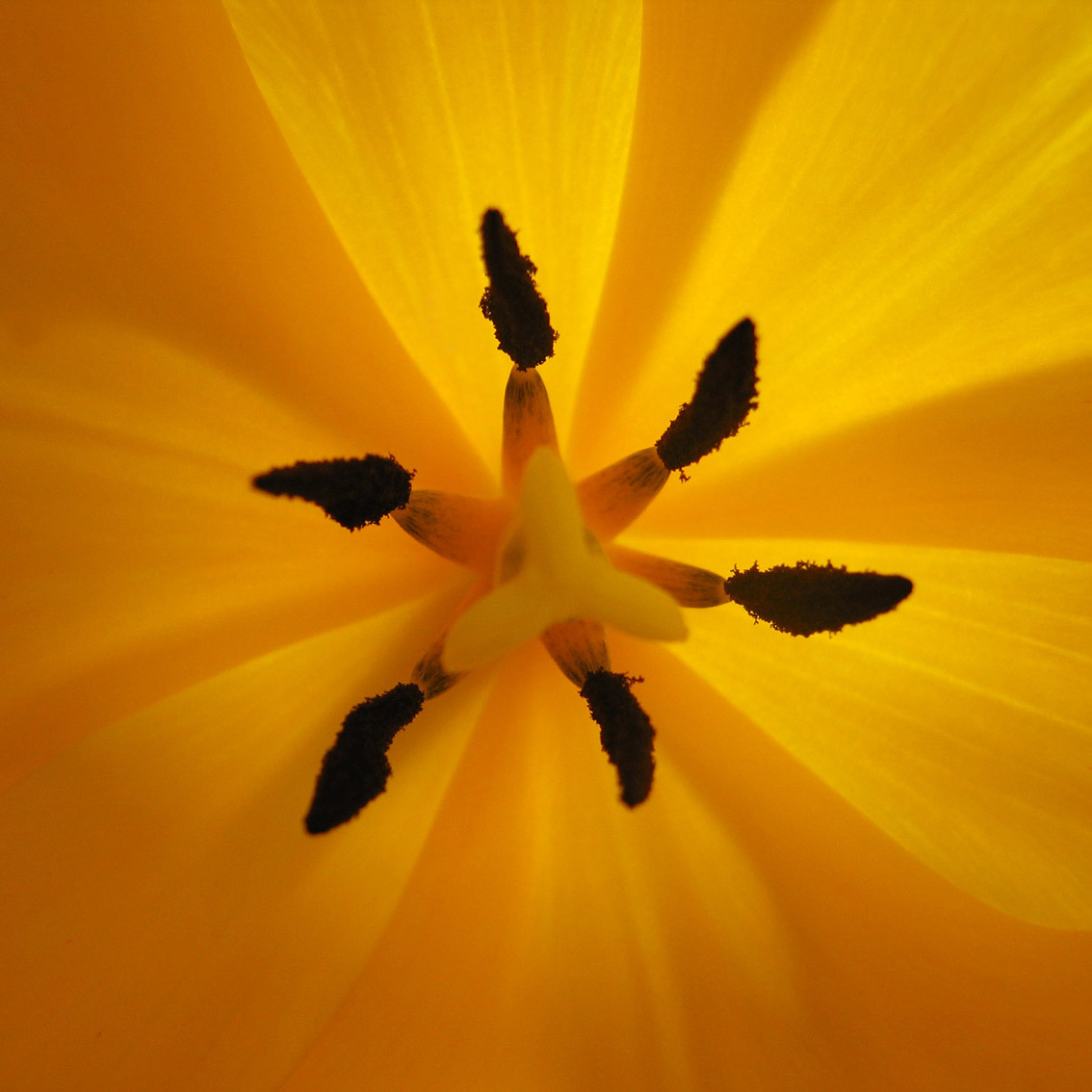
Pestík je obvykle uprostřed květu.
Květní obaly a jejich pozice vůči semeníku.

### Květní obaly
Květní obaly (perianthium) chrání tyčinky a pestíky a lákají opylovače. Květní obaly mohou být rozlišené, kdy lze rozlišit kalich a korunu, nerozlišené, kdy tvoří okvětí (perigon) nebo okvětní lístky (tepala), např. tulipán. U některých druhů rostlin není koruna součástí květu (např. pryšce), nebo chybí i kalich (koruny bezobalné, nahé, achlamydní). Je předpokládán vztah mezi chybějícími částmi květu a způsobem přenosu pylu (např. větrosnubnost).

#### Kalich
Původně mohl kalich (calyx) vzniknout přeměnou listenů. Můžeme jej rozlišit od koruny podle barvy (je obvykle zelený), občas však mohou jeho lístky být zbarveny podobně jako koruna (např. fuchsie). Kališní lístky také označujeme jako sepály. Kališní lístky mohou být volné, nebo srůstají. Systematicky není srůst kališních lístků kalichu tak významný jako srůst koruny. Nemusí docházet jen k pravému srůstu, ale kališní lístky mohou být zaklesnuty do sebe i papilami, chlupy apod. Mohou vznikat i různé zvláštně uzpůsobené kalichy, např. čepičkovitý kalich (blahovičník – Eucalyptus).
Kalich má především ochrannou funkci, chrání vnitřní části květu, zejména ve stadiu poupěte. Pokud kalich opadává ještě před úplným rozvinutím květů, je označován jako kalich prchavý (calyx caducus), vyskytuje se např. u makovitých (Papaveraceae). Kalich může nahrazovat korunu a běžná je přeměna kalicha na vytrvávající kalich, který slouží k rozšiřování semen (např. chmýr hvězdnicovitých).
U některých rostlin vyrůstá i vnější obal kalichu, nazývaný kalíšek (calyculus), který může vznikat například z palistů kališních lístků. Vzhledově jde o lístky vyrůstajících těsně pod kalichem nebo mezi kališními lístky. Kalich i kalíšek je třeba odlišovat od zvětšených listenců, jako u druhu opletník plotní (Calystegia sepium), a případně listenovitých útvarů u některých zástupců čeledi pryskyřníkovité (Ranunculaceae). U jaterníků (Hepatica), jako je například jaterník podléška, je kalich velmi zdařile napodoben třemi listeny.

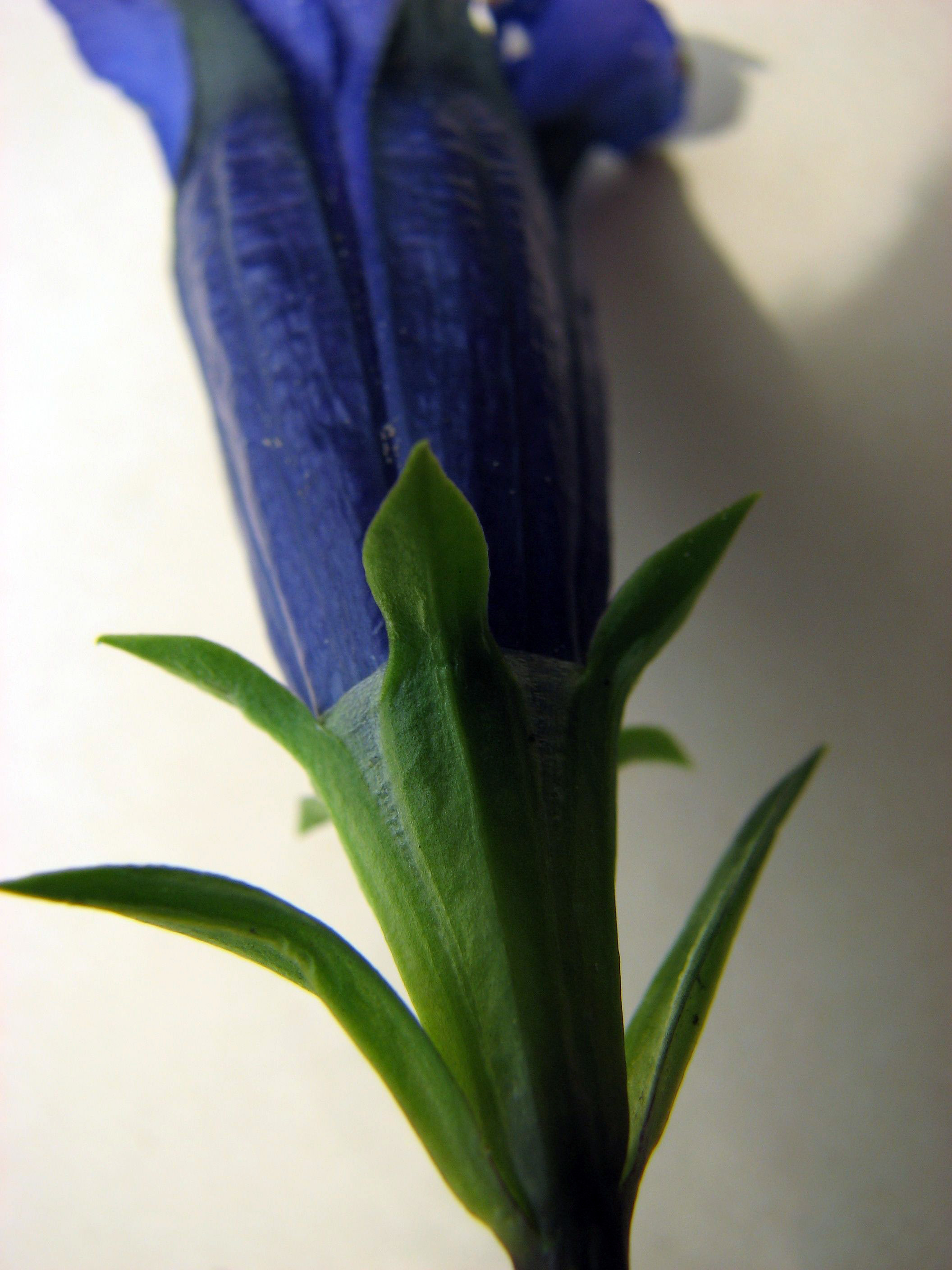
Kalich hořce bezlodyžného.
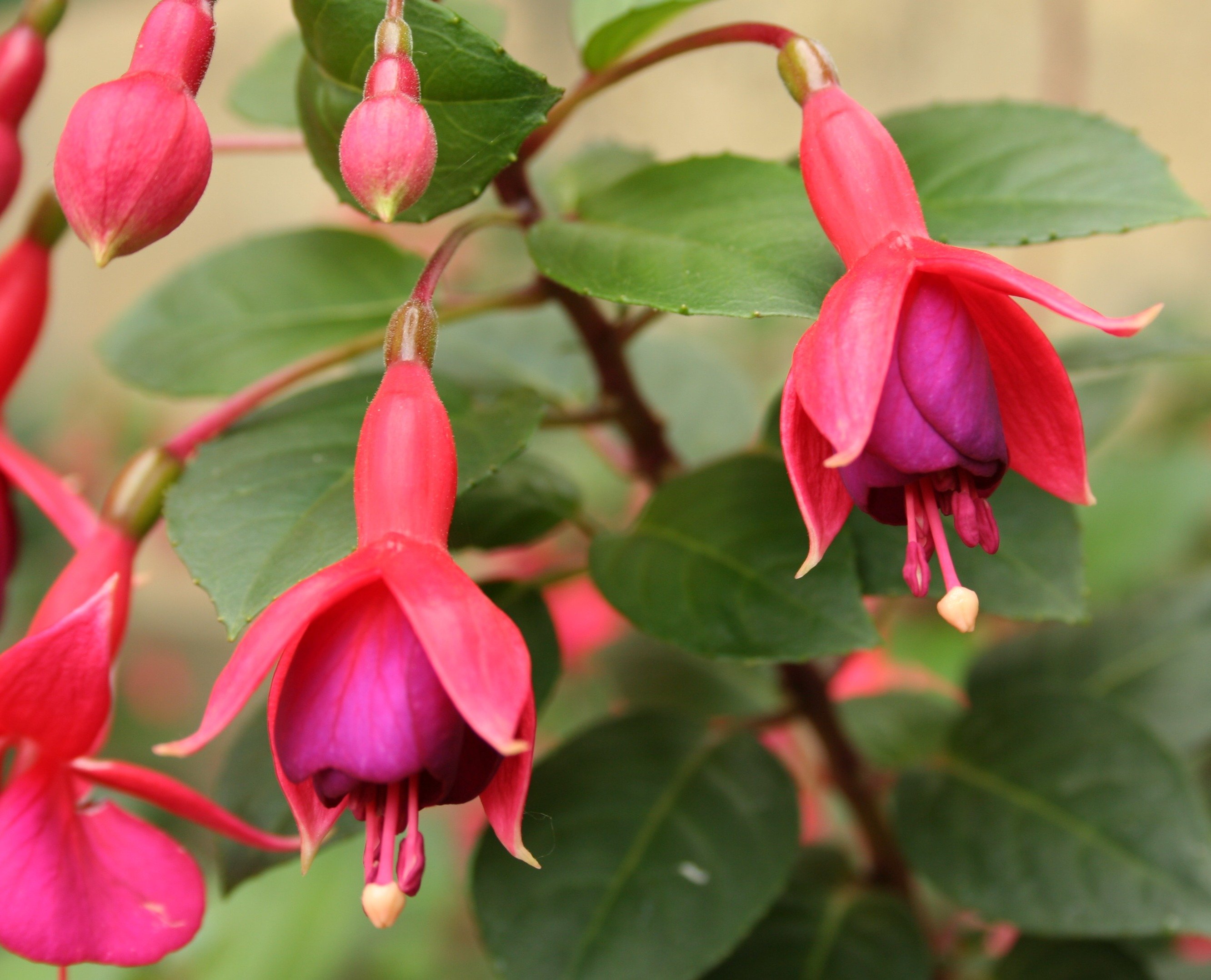
Kalich fuchsie je podobně zbarven jako koruna.
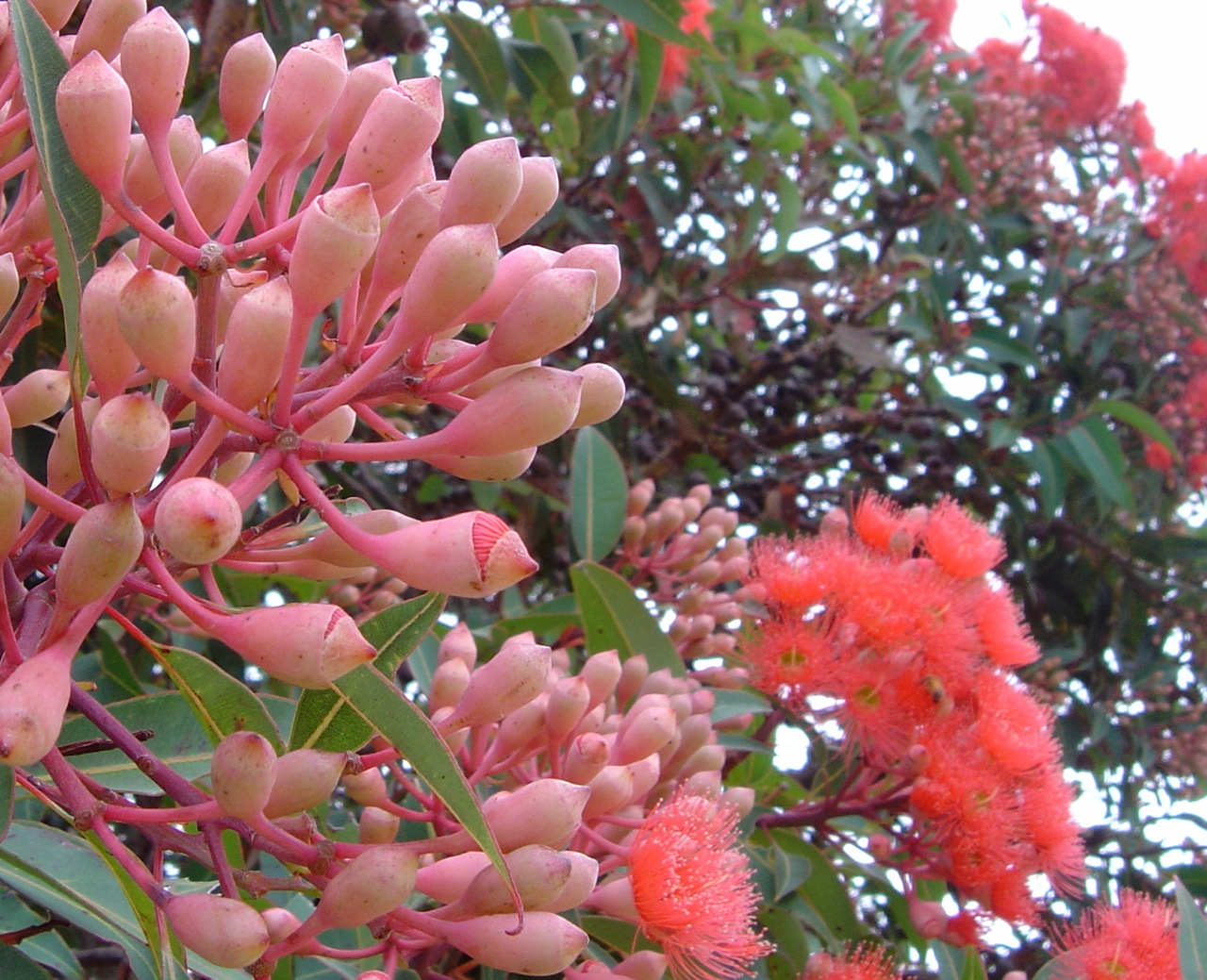
Čepičkový kalich blahovičníku.
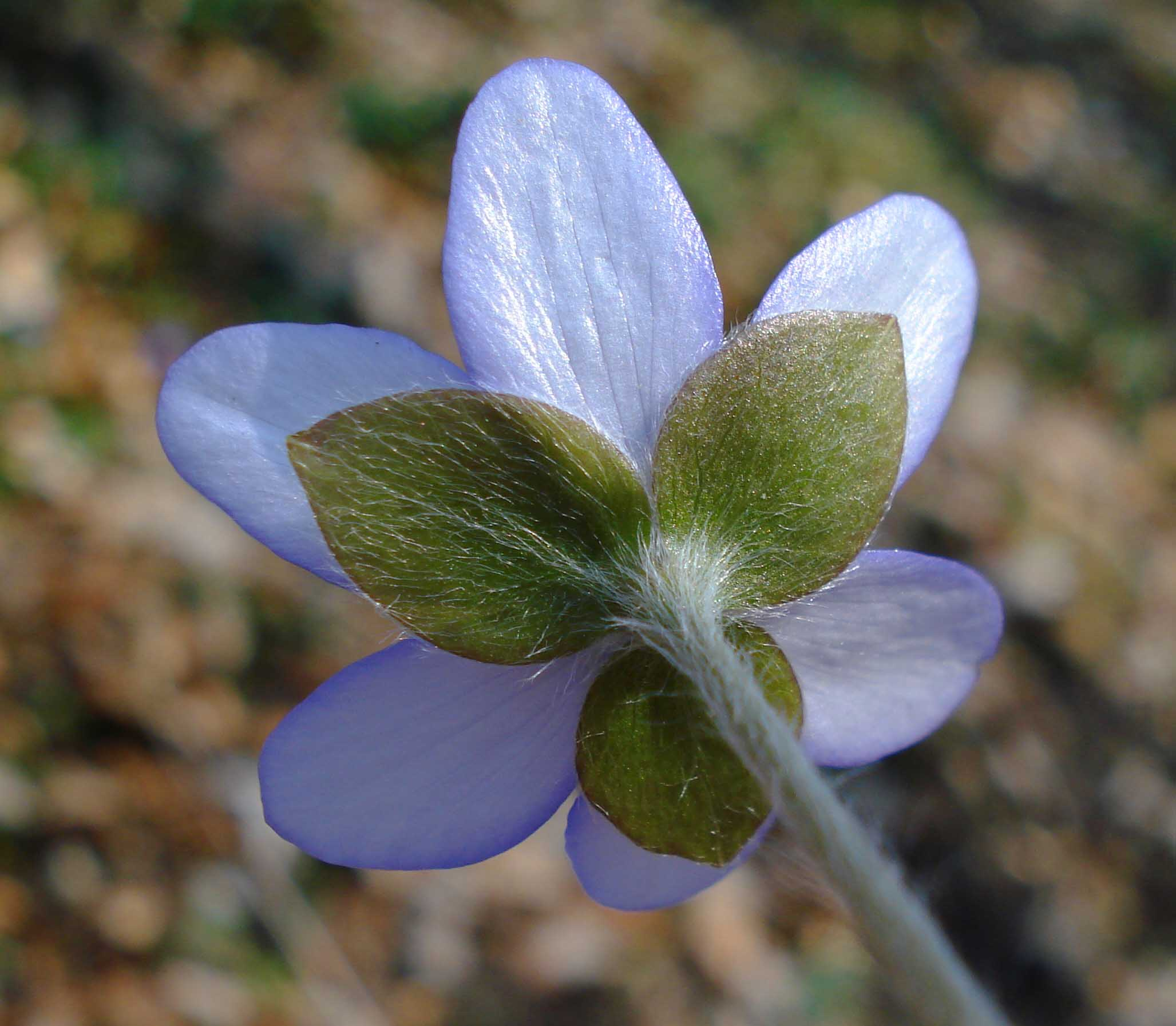
U jaterníku podléška je kalich velmi zdařile napodoben třemi listeny.

#### Koruna
Koruna je vnitřní, zpravidla barevnou, částí rozlišeného květního obalu. Je tvořena korunními lístky, jež jsou obvykle větší než kališní lístky. Jednotlivý korunní lístek se nazývá petalum. Morfologický původ korunních plátků (petala) není zcela jasný, ale je předpokládáno, že buď vznikly z tyčinek, nebo že vznikly několika způsoby nezávisle na sobě. Jinou možností jejich původu je například jejich vznik z kališních lístků. Proto je na místě obezřetnost při porovnávání korun v různých systematických jednotkách. Argumentem pro tvrzení, že korunní plátky nemusí být původem jen z tyčinek, bývá květ leknínovitých (Nymphaeaecae).

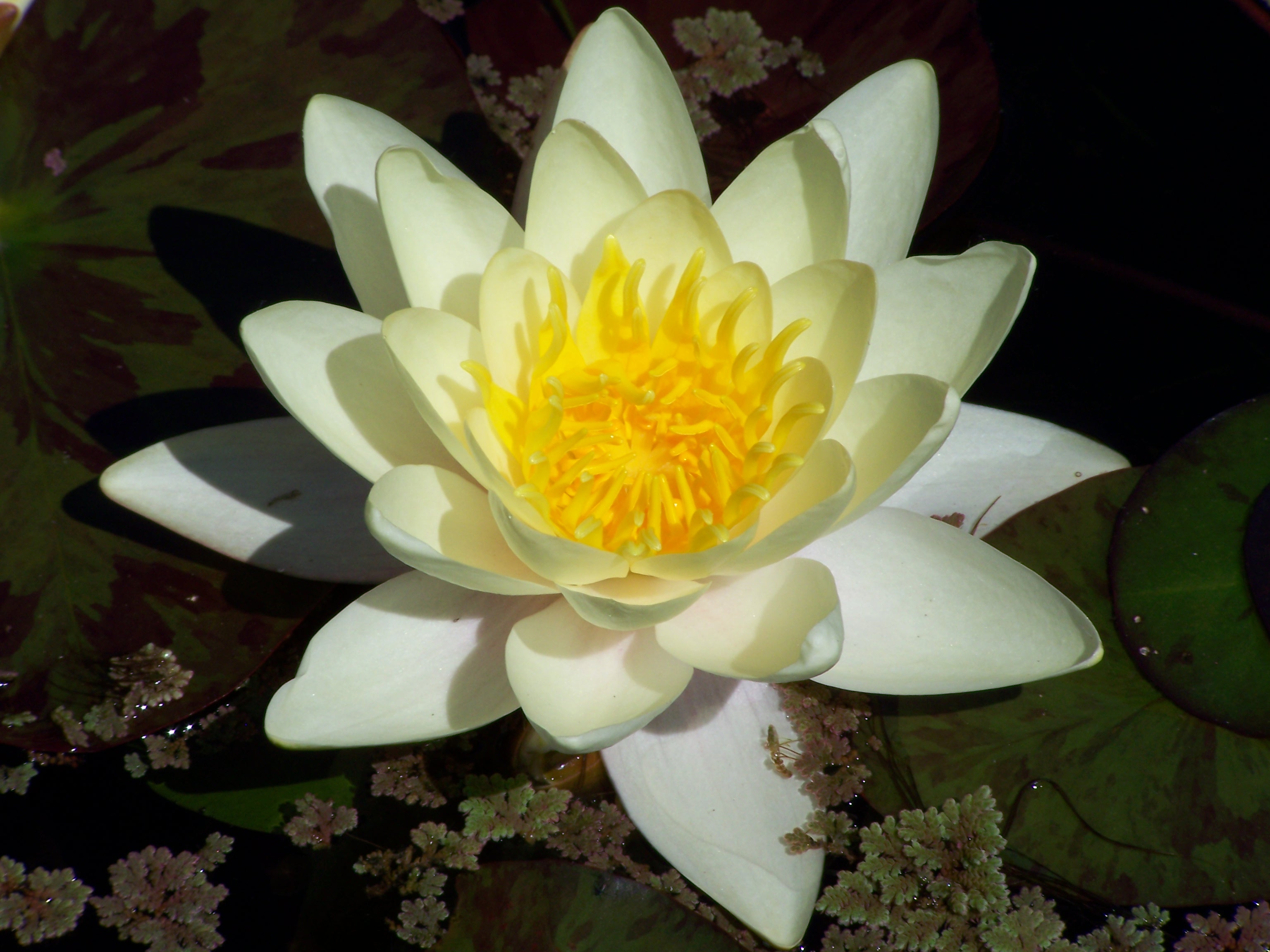
Okvětní plátky mohly vzniknout jako ztlustlé tyčinky.

Stejně jako u ostatních květních obalů mohou být korunní plátky volné, taková koruna je nazývána koruna choripetalní. U jiných druhů rostlin mohou korunní plátky srůstat, pak ji označujeme jako sympetalní. Sympetalní koruna má korunní trubku a korunní lem, tvořený krátkými zuby, cípy nebo volnými úkrojky (např. zvonek – Campanula). U některých rodů nebo čeledí může být používáno speciální označení pro členění květu (bobovité – Fabaceae: pavéza, dvě křídla, člunek srostlý ze dvou volných lístků), podobně jedinečným útvarem je pakorunka u rodu narcis.

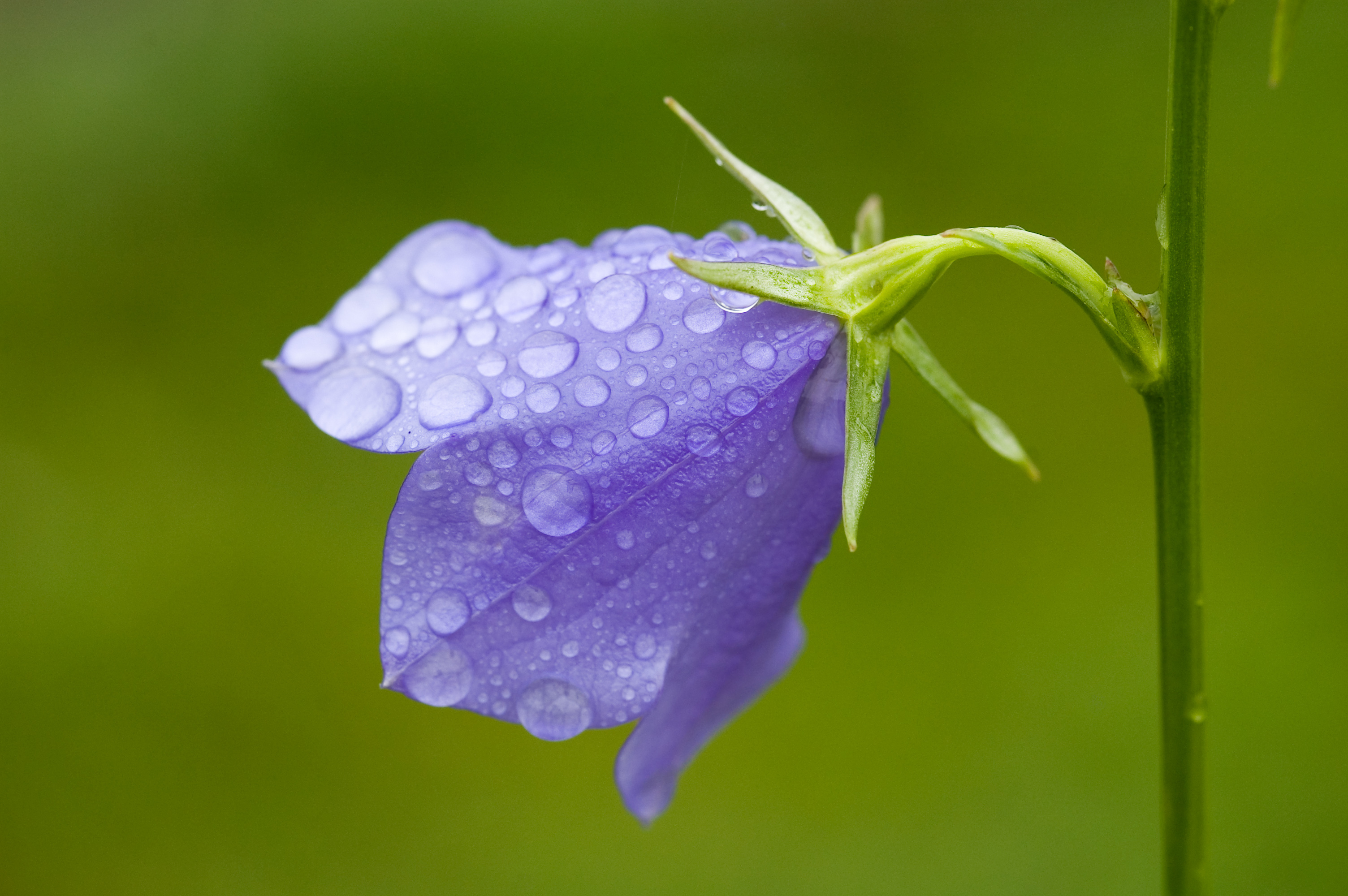
Příklad sympetalní rostliny je zvonek, který má srostlé plátky v korunní trubku a lem, tvořený zuby.

Pokud v průběhu růstu vznikají v koruně otvory, mluví se někdy o „oknových květech“ (zvonečník Phyteuma).
Ostruha (calcar) je označení pro metamorfovanou část květu, obvykle korunní nebo okvětní lístek, jenž vytváří dutý kuželovitý nebo válcovitý útvar (orlíček Aquilegia, lnice Linaria).
Koruna může brzy opadávat – tzv. prchavá koruna (u vinné révy). Vyvinuté a nápadně zbarvené korunní plátky však většinou slouží k lákání opylovače, obvykle hmyzu. Koruna vábí hmyz barvou i vůní pomocí nektárií, vylučujících cukernatý roztok. U mnohých druhů rostlin mají korunní plátky i charakteristickou vůni. Jejich zbarvení je podmíněno buď přítomností chromoplastů, nebo barviv v buněčné šťávě. Bílé zbarvení květů je způsobeno odrazem všech světelných paprsků, bílé korunní plátky jsou bez barviv. Často jsou korunní plátky rostlin zbarveny fialovými a modrými barvami, které hmyz dokáže dobře vnímat. Mezi buňkami pokožky korunních plátků jsou často vyvinuty mezibuněčné prostory, u některých druhů jsou vyvinuty papily a trichomy (takové květy mají „sametový“ vzhled). Předpokládá se, že papily jsou adaptace k lepšímu přichycení pro přistávající hmyz. Vůně květu je způsobena přítomností prchavých silic v pokožkových buňkách.
Koruny květů některých druhů rostlin také vytvářejí tvarově, barevně a feromony sexuálně přitažlivý objekt pro opylovače (květ tořiče), nebo lákají hmyz, aniž nabízí z nektaria skutečnou odměnu, parazitujíce především na neznalosti mladých jedinců. Tímto způsobem jsou vyvinuty některé orchideje (kruštíky, vstavače). Takové květy se nazývají šálivé květy. Další druh orchidejí v květech sice nevytváří nektar, ale koruna květu slouží jako noční úkryt pro svého opylovače. Tímto způsobem si opylení obstarávají jedinci rodu Serapias.

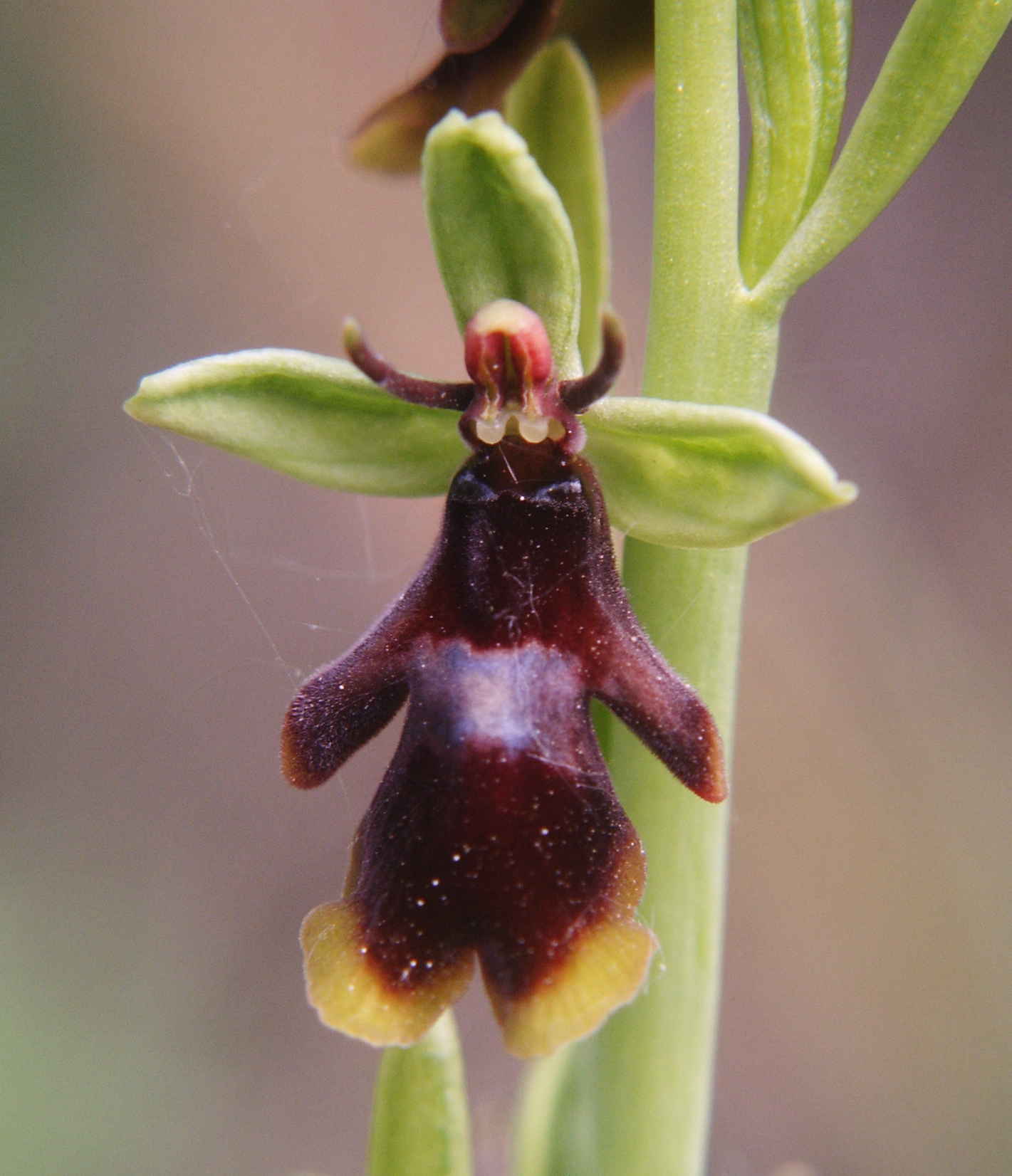
Květ tořiče napodobuje feromony a tvarem hmyz, jehož samečky tím láká.

### Květní lůžko
Květní lůžko (torus) může být vyklenuté, ploché nebo prohloubené. Za vývojově nejstarší je považováno lůžko prodloužené (Magnolia, Myosurus, Adonis apod.). Květní orgány mohou na květním lůžku vyrůstat ve šroubovici (květy acyklické), v kruzích (květy cyklické) nebo částečně ve šroubovici a částečně v kruhu (květy spirocyklické). V některých případech bývá květní lůžko v určitých částech květu přeměněné a protažené.
Někdy květní lůžko vytváří číšku, tzv. cupula, jak tomu bývá třeba u buku nebo dubu, někdy se vzniku podobného orgánu účastní i spodní části květních obalů a vzniká baňkovitě až trubicovitě rozšířené květní lůžko. To obaluje zčásti nebo celý semeník. Tak je tomu například u růže, třešně nebo jabloně, kde je vyvinut pohárkovitý útvar, češule (reptaculum, též hypanthium), který obaluje semeno. Češule uzavírá pestíky a někdy s nimi i srůstá.
U pryšců vznikají na květním lůžku žláznaté valy se žlázkami nebo žláznaté disky – nektaria – produkující tekutinu lákající opylovače. U heřmánku pravého je květní lůžko duté. U lotosu zbytnělo v kuželovitý útvar, ve které jsou uloženy semeníky. Mučenka má květní lůžko protaženo v androgynofor nesoucí tyčinky a pestík vzdálené od květních obalů.

### Nektárium
Nektárium (medník) je výrůstek vylučující nektar (medovinu). Výrůstky jsou obvykle umístěny uvnitř květu (okvětí, obvykle koruny) tak, aby opylovači při snaze získat nektar otřeli své tělo o prašníky a pestíky rostlin. V některých případech se mohou nektária vyskytovat i mimo květ (červené hrbolky na řapíku listu pod čepelí třešně), kde lákají mutualistické živočichy, predátory, kteří za oplátku chrání rostlinu před býložravci. Některé rostliny, jako Ruellia radicans, pokračují i po opadu koruny v produkci nektaru v nektáriích uvnitř květu (přesněji řečeno již na povrchu vyvíjejícího se plodu), nebo ji i zvyšují. Smyslem je rovněž ochrana před herbivory.

## Symetrie květu
Pro většinu květů je charakteristická radiální symetrie. Souměrnost je určována obvykle podle symetrie koruny. Pokud lze květ rozdělit dle dvou nebo více rovin souměrnosti na symetrické části, označujeme jej jako květ pravidelný, aktinomorfní. Tak je tomu například u květu rostlin čeledí brukvovité (Brassicaceae) nebo prvosenkovité (Primulaceae). Pokud můžeme květem proložit pouze jednu rovinu souměrnosti, označujeme jej jako květ souměrný, zygomorfní (např. hluchavkovité, vikvovité). Pokud nelze květem proložit žádnou rovinu souměrnosti, je označován jako květ asymetrický, nesouměrný (např. kozlík – Valeriana).
U některých rostlin může dojít k neobvyklému zvětšení počtu korunních lístků. Ke zvětšení jejich počtu dochází buď přeměnou tyčinek, popř. plodolistů (např. růže – Rosa, pivoňka – Paeonia). Přeměna na ploché, korunním lístkům podobné útvary se nazývá petalizace tyčinek. Ke zvětšení počtu korunních lístků dochází i štěpením korunních lístků (fuchsie – Fuchsia) nebo zvětšením počtu kruhů květních obalů.

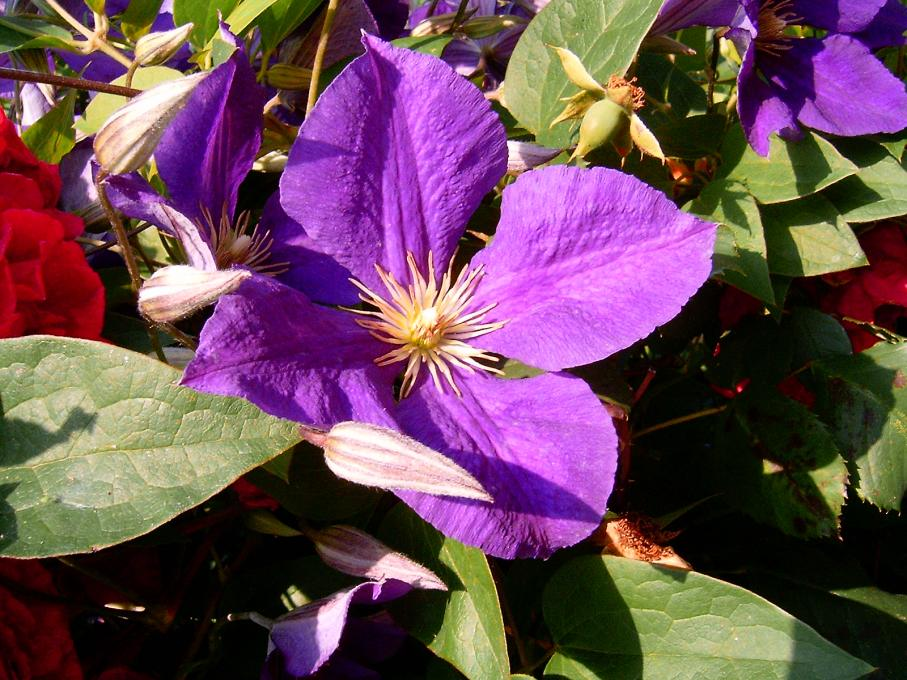
Symetrický květ plaménku (Clermatis) z čeledě pryskyřníkovité (Ranunculaceae).
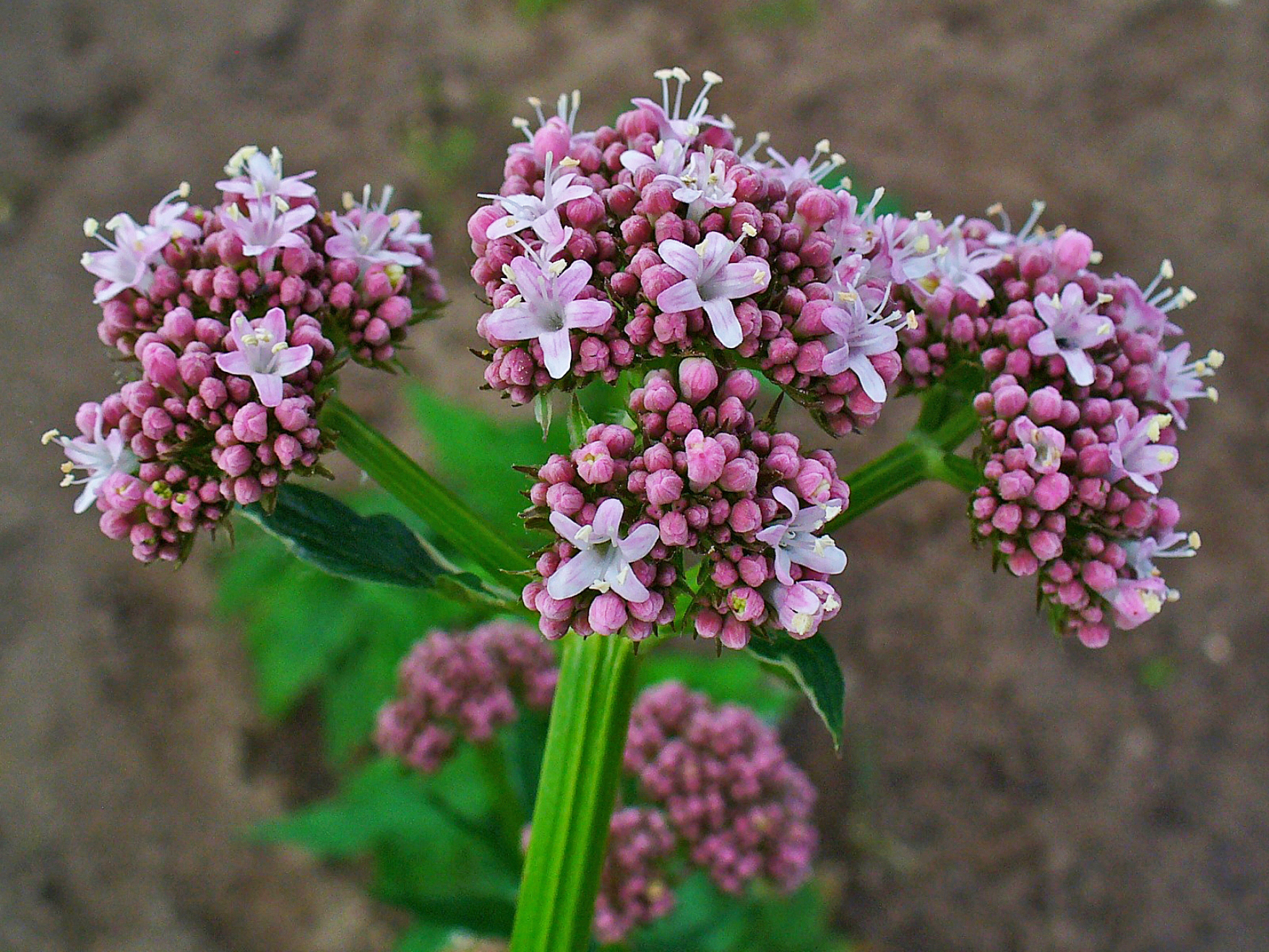
Nesymetrický květ kozlíku lékařského (Valeriana).
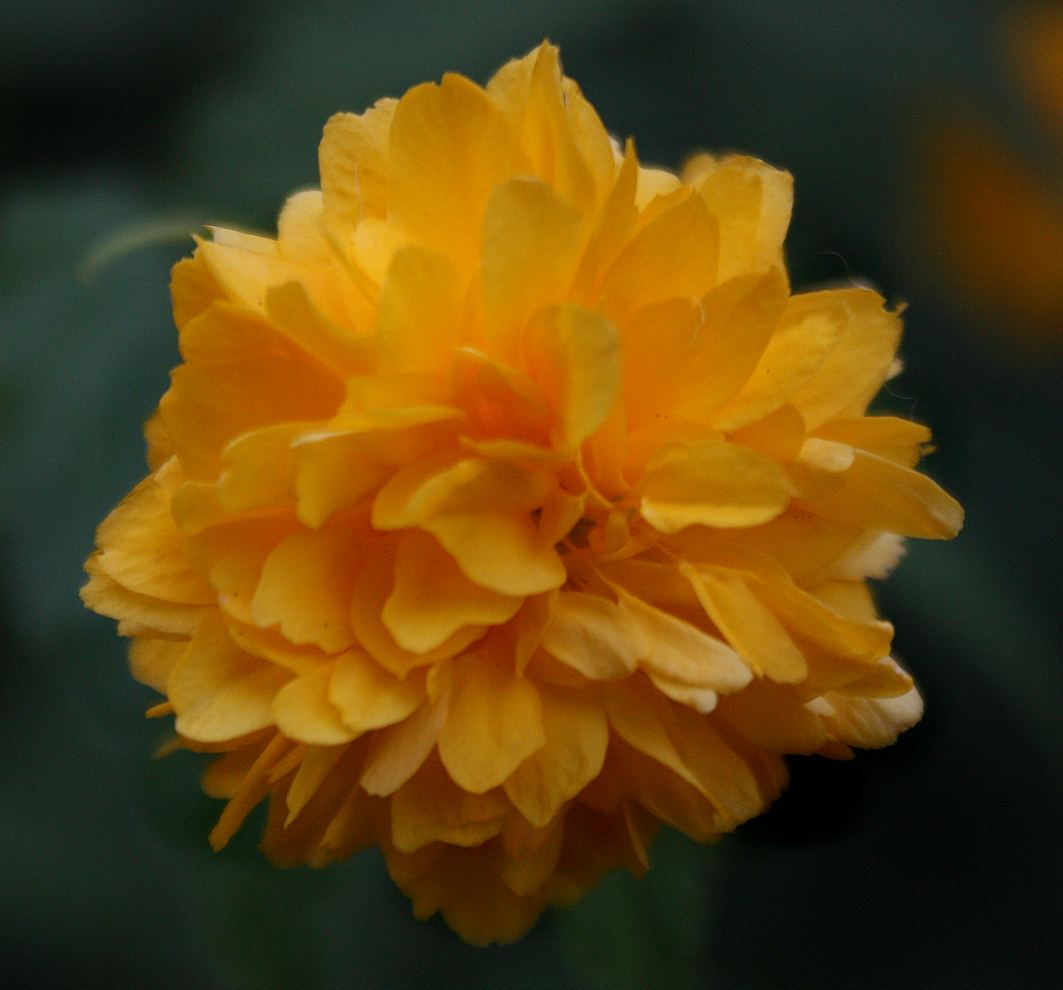
Květ kultivaru zákuly (Keria „Pleniflora“) se zvětšeným počtem korunních lístků.
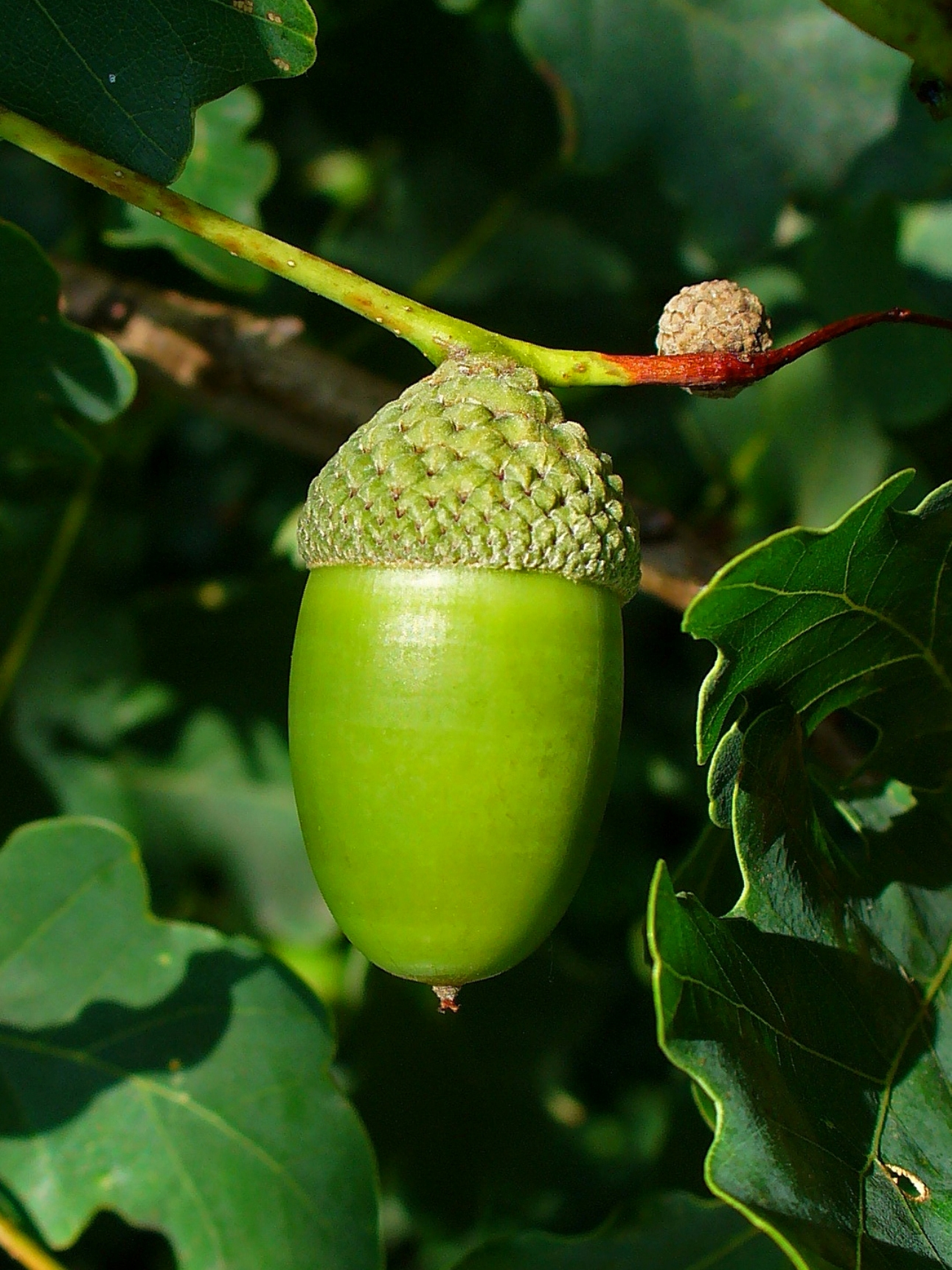
U dubu květní lůžko vytváří číšku.
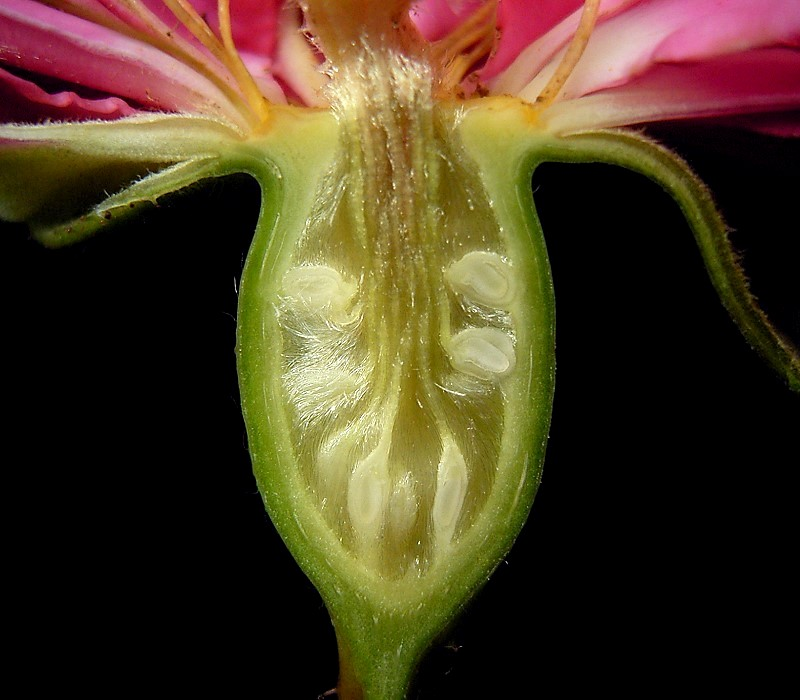
U růže, třešně nebo jabloně je vyvinut pohárkovitý útvar, češule (reptaculum, též hypanthium), který obaluje semeno.

## Pohlavnost květu
Oboupohlavný květ (monoklinický) je vybaven samčími i samičími pohlavními orgány, tj. tyčinkami i pestíky. Jednopohlavný květ (diklinický) je vybaven buď samčími, nebo jen samičími pohlavními orgány, tj. buď tyčinkami, nebo pestíky. Je-li vybaven jen tyčinkami, jde o květ samčí čili prašníkový. Pokud je vybaven jen pestíky, jde o květ samičí čili pestíkový.
Podle přítomnosti jednopohlavných květů na jednom jedinci dělíme rostliny na jednodomé, což je nazýváno monoecie, nebo dvoudomé (diecie). U dvoudomých rostlin jsou samčí květy a samičí květy na samostatných rostlinách. Příkladem jednodomé rostliny je kukuřice (Zea), příkladem dvoudomé rostliny vrba (Salix). Pokud se u jednoho druhu vyskytují jednopohlavné i oboupohlavné květy, je rostlina mnohomanželná (polygamická – jasan Fraxinus).

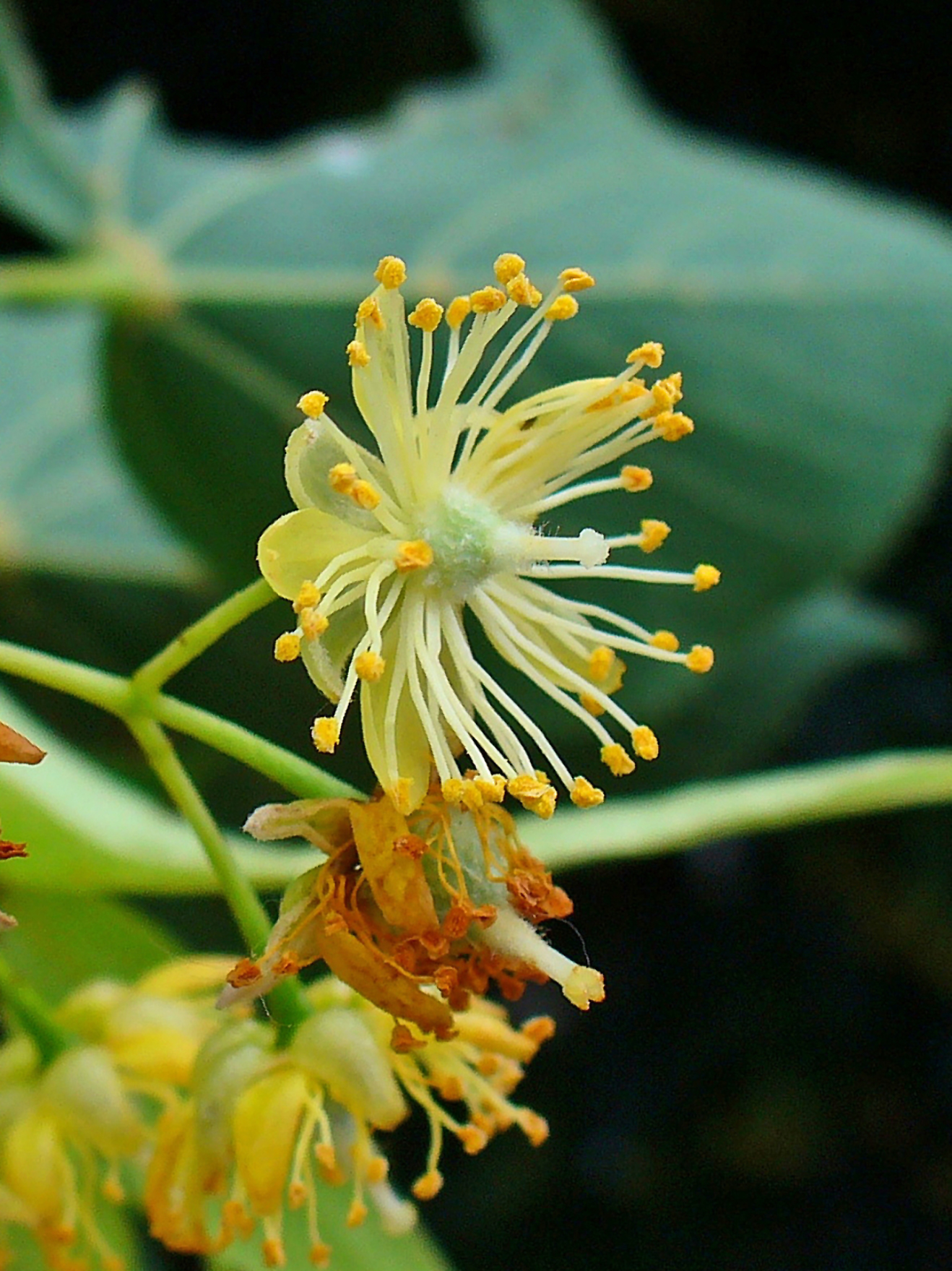
Oboupohlavné květy lípy. Má tyčinky i pestíky
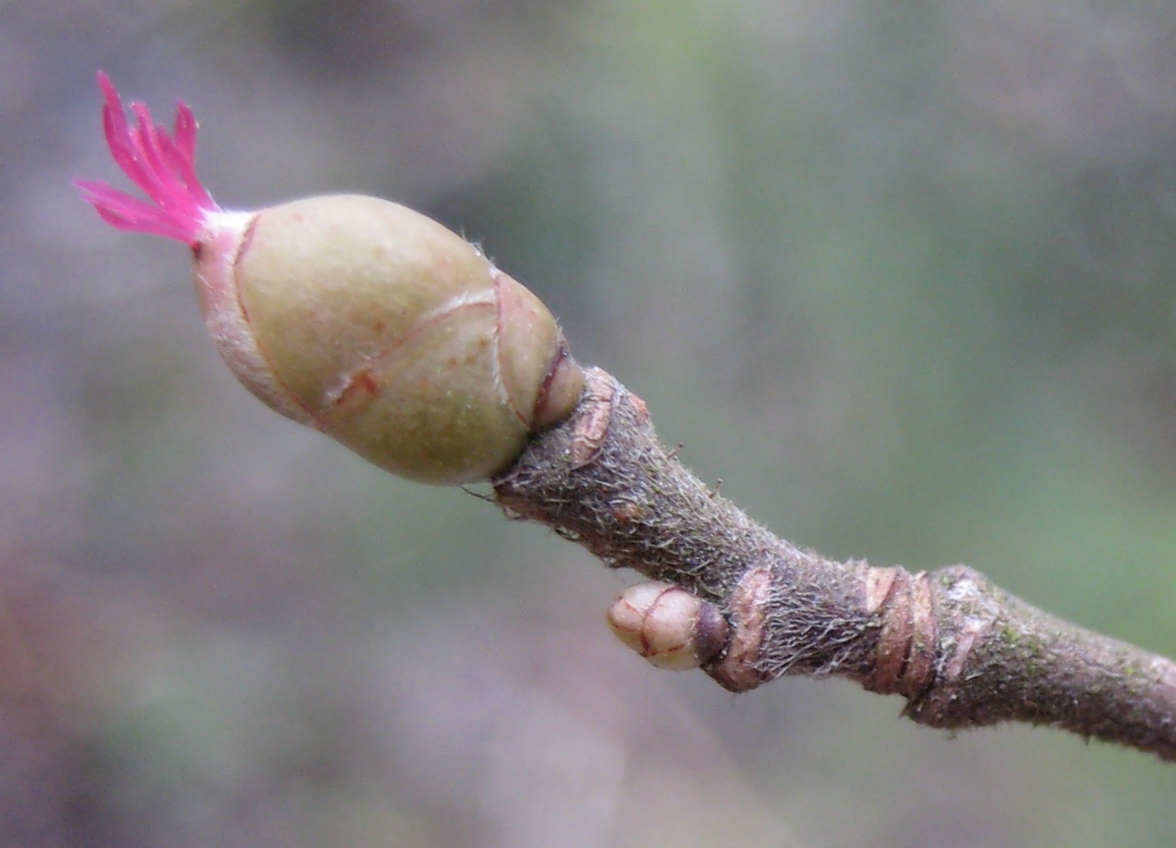
Jednopohlavný květ lísky, samičí pohlavní orgány.
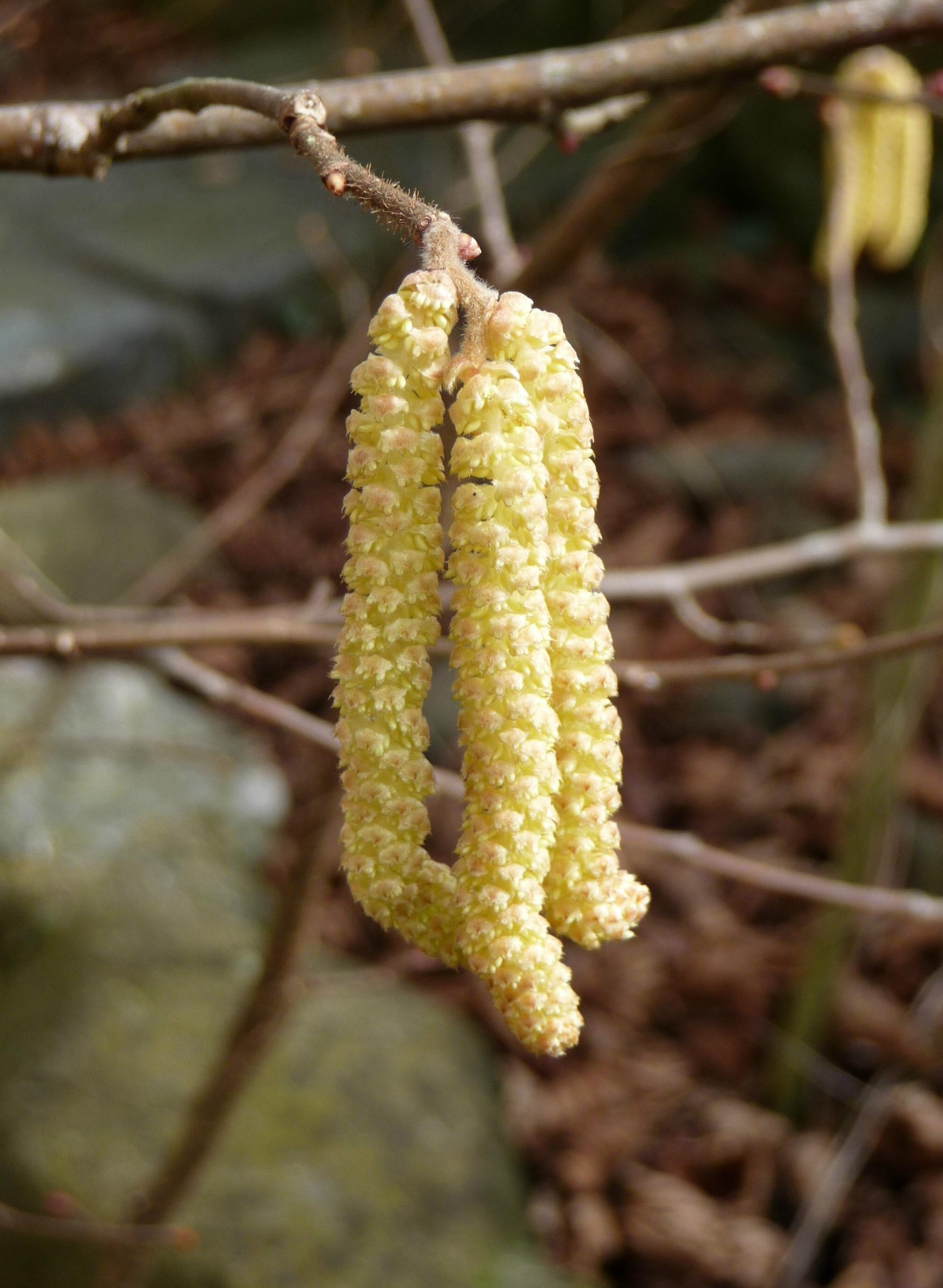
Jednopohlavný květ lísky, samčí pohlavní orgány.

## Květní vzorec
Květní vzorec slouží k rychlému vyjádření stavby květu. Jednotlivé části květu jsou popsány písmeny a následovány počty určitých orgánů. Květní vzorec může vyjadřovat symetrii/uspořádání květu, pohlavnost květu a další údaje. Formát květních vzorců není jednotně přijímaný.

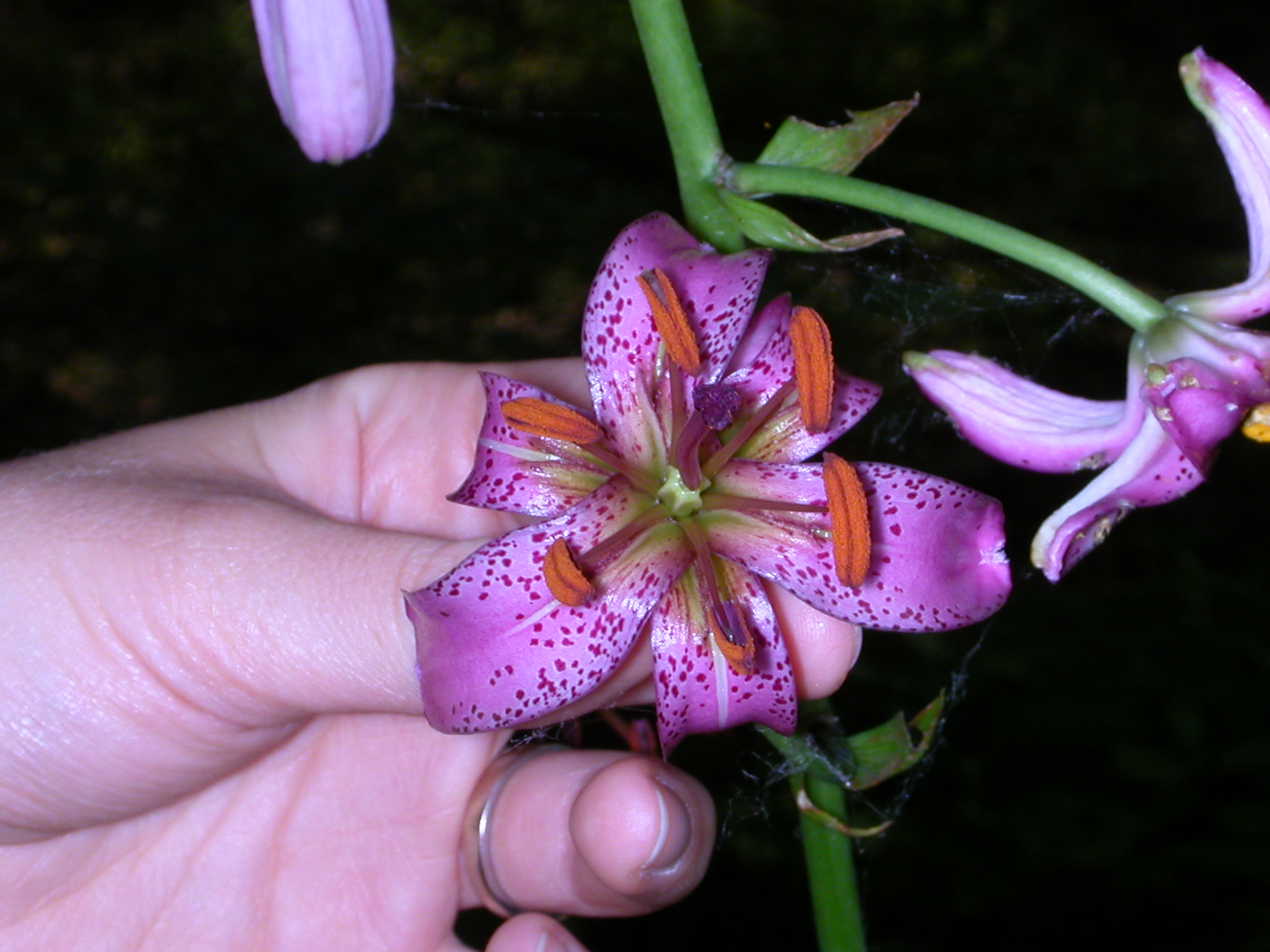
Lilie zlatohlavá (Lilium martagon)

Příklad květního vzorce: lilie zlatohlavá (Lilium martagon) – ✶ P3+3 A3+3 G(3)
– květ aktinomorfní, pravidelný, okvětí nerozlišené, volné, ve dvou kruzích po třech okvětních plátcích, tyčinky volné, ve dvou kruzích po třech, semeník srostlý ze tří plodolistů, semeník svrchní.